# NSWRL 1928
Die NSWRL 1928 war die einundzwanzigste Saison der New South Wales Rugby League Premiership, der ersten australischen Rugby-League-Meisterschaft. Den ersten Tabellenplatz nach Ende der Saison belegten die St. George Dragons, die im Halbfinale gegen die South Sydney Rabbitohs ausschieden. Diese gewannen im Finale 26:5 gegen die Eastern Suburbs und gewannen damit als erste Mannschaft zum vierten Mal in Folge die NSWRL. Insgesamt war es ihr achter Titel.

## Tabelle
|     | Team                    | Spiele | Siege | Unent. | Ndlg. | Freilose | Spiel- punkte | Diff. | Tabellen- punkte |
| --- | ----------------------- | ------ | ----- | ------ | ----- | -------- | ------------- | ----- | ---------------- |
| 01. | St. George Dragons      | 13     | 12    | 0      | 1     | 1        | 200:98        | + 102 | 26               |
| 02. | Eastern Suburbs         | 12     | 11    | 0      | 1     | 2        | 192:116       | + 76  | 26               |
| 03. | South Sydney Rabbitohs  | 13     | 8     | 0      | 5     | 1        | 216:152       | + 64  | 18               |
| 04. | North Sydney Bears      | 12     | 6     | 0      | 6     | 2        | 157:149       | + 8   | 16               |
| 05. | Sydney University       | 13     | 6     | 0      | 7     | 1        | 184:176       | + 8   | 14               |
| 06. | Western Suburbs Magpies | 12     | 4     | 0      | 8     | 2        | 174:206       | - 32  | 12               |
| 07. | Glebe                   | 12     | 4     | 0      | 8     | 2        | 94:149        | - 55  | 12               |
| 08. | Balmain Tigers          | 13     | 4     | 0      | 9     | 1        | 180:236       | - 56  | 10               |
| 09. | Newtown Jets            | 12     | 1     | 0      | 11    | 2        | 112:227       | - 115 | 6                |

- Ein Freilos zählte zwei Punkte.

## Playoffs

### Halbfinale
| 8. September | Eastern Suburbs | 26 : 13 | North Sydney Bears | Wentworth Park, Sydney Zuschauer: 5.000 Schiedsrichter: Webby Neill |
| 8. September | (3:10) Bericht  |         |                    | Wentworth Park, Sydney Zuschauer: 5.000 Schiedsrichter: Webby Neill |

| 8. September | South Sydney Rabbitohs | 13 : 5 | St. George Dragons | Earl Park, Sydney Zuschauer: 14.758 Schiedsrichter: Lal Deane |
| 8. September | (5:5) Bericht          |        |                    | Earl Park, Sydney Zuschauer: 14.758 Schiedsrichter: Lal Deane |

### Grand Final
| 15. September | South Sydney Rabbitohs                                                                                | 26 : 5         | Eastern Suburbs                          | Royal Agricultural Society Showground, Sydney Zuschauer: 25.000 Schiedsrichter: Lal Deane |
| 15. September | Versuche: Kadwell (2), Cavanough, Quinlivan, Treweek, Williams Erhöhungen: Quinlivan (2), Wearing (2) | (13:0) Bericht | Versuche: Steel Erhöhungen: Oxford (1/1) | Royal Agricultural Society Showground, Sydney Zuschauer: 25.000 Schiedsrichter: Lal Deane |

| 1  | Alan Righton     |
| 2  | Benjamin Wearing |
| 3  | John Why         |
| 4  | Harry Finch      |
| 5  | Reg Williams     |
| 6  | Harry Kadwell    |
| 7  | James Breen      |
| 8  | Harry Cavanough  |
| 9  | Alf Binder       |
| 10 | Dave Watson      |
| 11 | George Treweek   |
| 12 | Eddie Root       |
| 13 | Oscar Quinlivan  |

| 1  | Arthur Toby     |
| 2  | Les Steel       |
| 3  | Larry Hedger    |
| 4  | Nelson Hardy    |
| 5  | Vic Webber      |
| 6  | Gordon Fletcher |
| 7  | Joe Busch       |
| 8  | George Harris   |
| 9  | Harry Kavanagh  |
| 10 | Tom Fitzpatrick |
| 11 | Sam Bryant      |
| 12 | Arthur Oxford   |
| 13 | Dick Brown      |